# Cangur arborícola de Matschie
El cangur arborícola de Matschie (Dendrolagus matschiei) és un cangur arborícola de la família dels macropòdids, que inclou unes 55 espècies de cangurs, ualabis i afins. Viu a la península de Huon del nord-est de Nova Guinea. Segons la classificació de la Unió Internacional per a la Conservació de la Natura (UICN), és una espècie amenaçada. El seu nom és en honor del biòleg alemany Paul Matschie.